# Statuette de Ganymède
Vous lisez un « article de qualité » labellisé en 2014.
La statuette de Ganymède est une statuette de marbre datée du IVe ou Ve siècle. Elle a été découverte sur le site archéologique de Carthage, en Tunisie, par une équipe d'archéologues américains à la fin des années 1970 dans le cadre de l'opération d'envergure « Pour sauver Carthage » menée par l'Unesco. Elle représente Ganymède aux côtés de Zeus ayant pris l'apparence d'un aigle. Un chien et une chèvre assoupie complètent le groupe.
Retrouvée en fragments, la statuette est restaurée avec soin et exposée dans un petit musée de site, le musée paléo-chrétien de Carthage. « En dépit de sa petite taille, le groupe [statuaire] est remarquablement expressif » et dans un « incroyable bon état de conservation » selon Elaine K. Gazda, qui l'a étudié. « Trouvaille sans précédent » sur le site archéologique de Carthage, cette sculpture est également emblématique de la qualité des œuvres circulant dans l'Afrique romaine durant l'Antiquité tardive.
Son histoire la plus récente, avec le vol dont elle fait l'objet au début du mois de novembre 2013 dans son lieu de conservation, en fait également un témoignage non seulement des menaces qui pèsent sur le patrimoine historique et archéologique des pays concernés par la transition du Printemps arabe mais surtout des conséquences de moyens insuffisants mis à disposition des instances chargées de la conservation du patrimoine. La statuette est retrouvée le 26 janvier 2017 par les services de la police judiciaire tunisienne.

## Contexte archéologique et histoire, de la découverte au vol de novembre 2013
La statuette est retrouvée en 17 fragments dans une citerne de la Maison des Auriges grecs.

### Contexte archéologique: la Maison des Auriges grecs

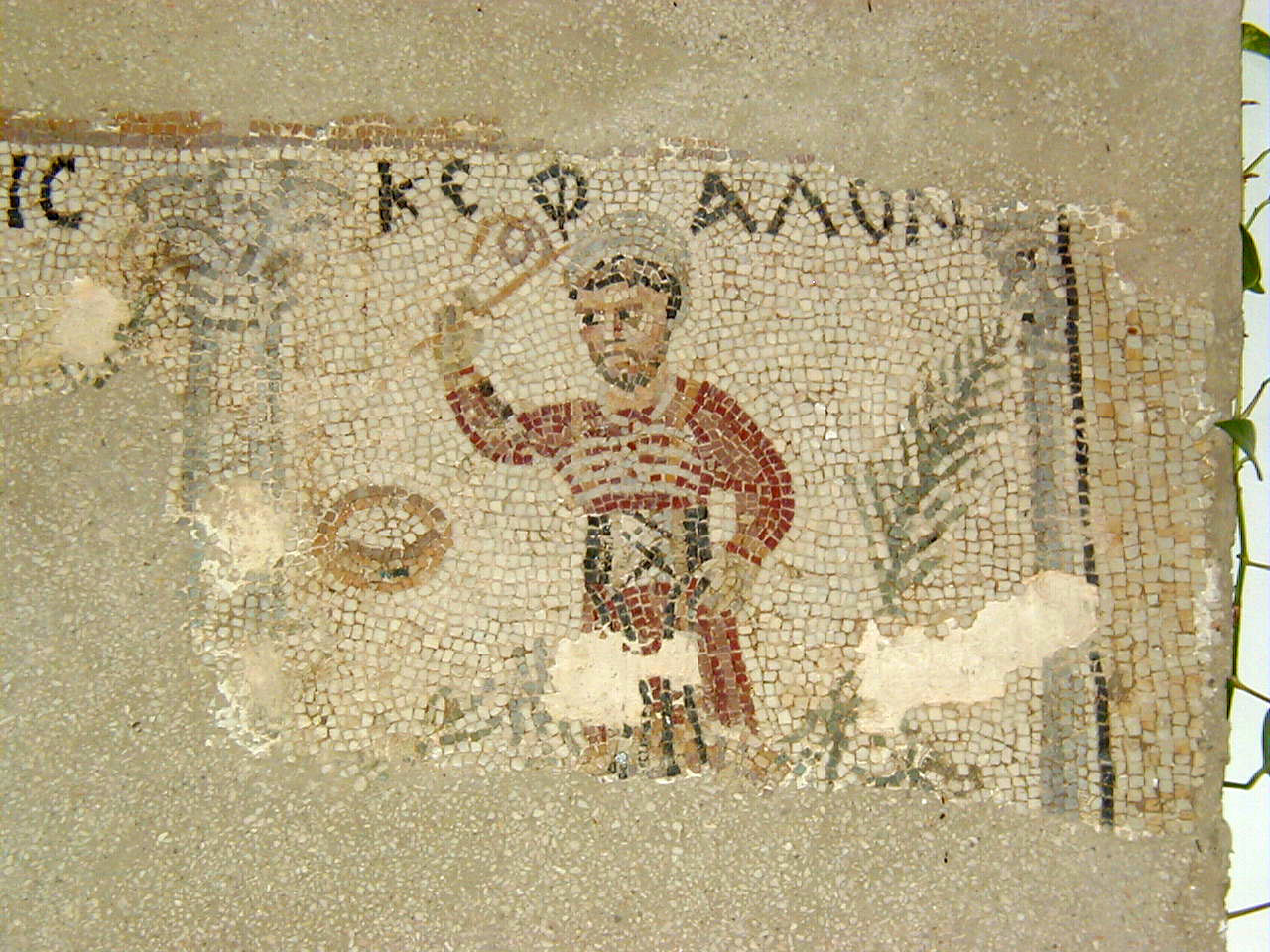
Kephalon, l'un des quatre auriges grecs, détail de la mosaïque qui a donné son nom à la maison dans laquelle a été découverte la statuette.

La maison, pourvue d'un péristyle et de fontaines, date du Ier siècle et a connu de nombreux aménagements, dont l'un majeur aux alentours de 400. Elle n'a par ailleurs été fouillée que partiellement.
Même si les fouilles de la demeure ont livré des mosaïques dans de nombreuses pièces, son nom provient de la mosaïque représentant quatre auriges désignés par un nom grec : quatre auriges sont debout dans leurs chars, qui ne sont pas conservés tout comme les chevaux, et prêts au départ, chacun tenant un fouet et les rênes.
Ils représentent une équipe ou une faction du cirque : Euphumos (bleu), Domninos (blanc), Euthumis (vert) et Kephalon (rouge). Ces noms sont sans doute ceux d'auriges célèbres. Cette mosaïque ornait le seuil d'un triclinium ou œcus, à partir du portique sud de la demeure,.

### Histoire antique et redécouverte
La citerne dans laquelle est retrouvée la statuette est située sous le triclinium de la maison et dégagée lors de la campagne de fouilles menée en 1977. Elle est envoyée au Kelsey Museum of Archaeology pour étude et conservation en 1978 puis restaurée dans un cabinet spécialisé à New York en 1980.

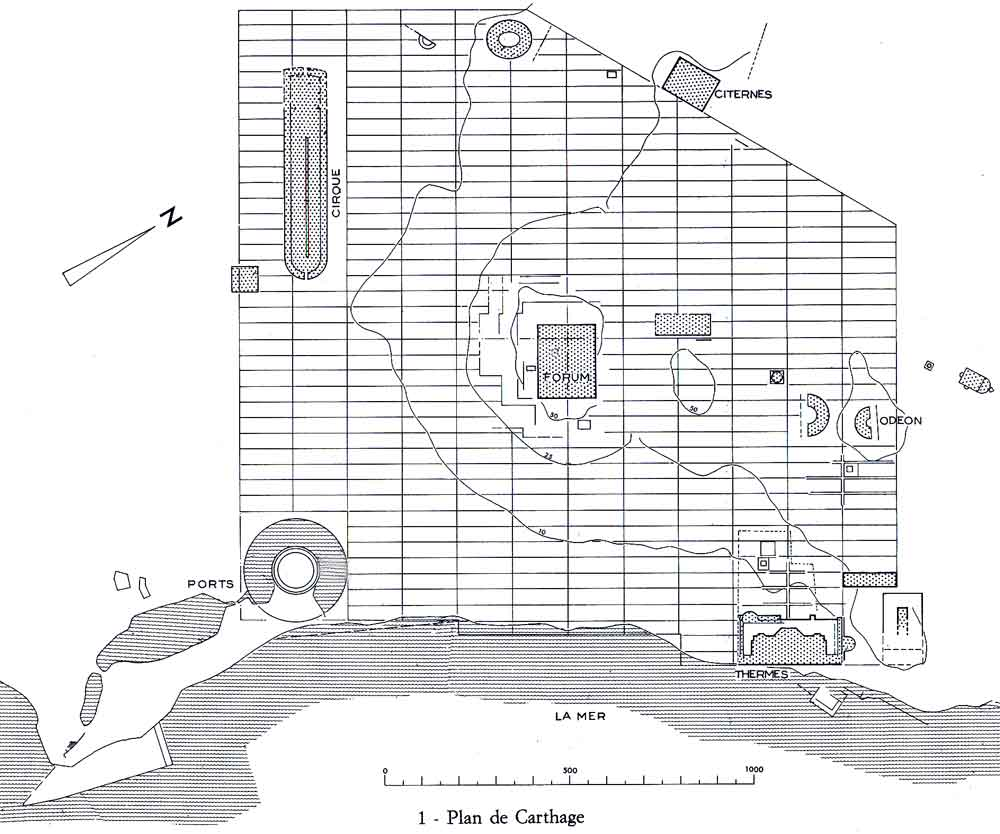
Plan de la ville romaine de Carthage.

La statuette est probablement brisée de façon accidentelle avant même sa mise en place et fait l'objet d'une restauration dans l'Antiquité à l'aide de tenons de fer. La citerne dans laquelle elle est retrouvée est d'origine punique. Les citernes étaient importantes à Carthage du fait de la rareté des sources et souvent utilisées de manière continue entre l'époque punique, en particulier le IIIe siècle av. J.-C., et l'époque musulmane car réparées et nettoyées régulièrement avec soin durant des siècles. Après leur abandon, elles servent de « dépotoirs à débris et à déchets », les fouilleurs y dégageant de nombreux os d'animaux et de poissons ainsi que de la poterie domestique, même des monnaies. Les déchets, sans aucun doute ceux d'une cuisine et recouvrant les éléments du groupe statuaire, sont datés par le fouilleur du début du VIe siècle, du milieu voire peut-être du troisième quart du Ve siècle. Le lien de la statuette avec les propriétaires de la Maison des Auriges grecs « n'est pas absolument certain ».
L'enfouissement dans la citerne des déchets accumulés sur toute la zone de la villa daterait selon Elaine K. Gazda de peu après la prise de Carthage en 533 par les Byzantins au détriment des Vandales et signalerait un nettoyage complet de ladite zone,. La maison est utilisée au Ve siècle et de nouvelles mosaïques sont placées dans différentes pièces au VIe siècle, dont un pavement d'opus sectile disposé dans le triclinium et des Néréides chevauchant des dragons des mers. L'histoire du site n'est pas connue au VIIe siècle du fait du bouleversement des couches archéologiques au moment de la construction du TGM au début du XXe siècle.
Le terrain sur lequel est construite la villa est exploré tout d'abord par les archéologues tunisiens en 1970-1971 : un complexe ecclésiastique byzantin tardif du Ve siècle est dégagé, une insula contenant la villa est également fouillée à l'ouest de l'église. La Maison des Auriges grecs est fouillée en 1975 et entre 1976 et 1978, dans le cadre des fouilles internationales de la campagne de l'Unesco intitulée « Pour sauver Carthage ». L'exploration du terrain est confiée à une équipe tunisienne de l'Institut national d'archéologie et d'art dirigée par Liliane Ennabli et à celles d'institutions américaines, l'American Schools of Oriental Research et le Kelsey Museum of Archaeology, dirigées par John H. Humphrey. Bien que le site comporte dans ses niveaux les plus anciens des vestiges d'époque punique ou du Haut-Empire romain, l'équipe choisit de privilégier les fouilles des niveaux d'époque vandale et byzantine, périodes de l'histoire de la ville assez méconnues.

### Vol et conséquences
La statuette est volée dans la nuit du 8 novembre 2013, alors qu'un service de garde avec trois gardiens était organisé. La pièce archéologique est considérée comme invendable en raison de sa célébrité dans le monde et, de ce fait, ne pourrait intégrer les réseaux officiels de vente d'œuvres d'art. Le vol fait l'objet d'un signalement à Interpol.
Cet événement suscite une vague d'émotions, en particulier sur Internet et sur les réseaux sociaux, où le vol est qualifié d'« assassinat de la mémoire tunisienne ». Cependant, les réactions s'estompent très rapidement.
Dans les jours qui suivent, les autorités tunisiennes décident de renforcer les mesures de sécurité dans les musées et sites archéologiques,.

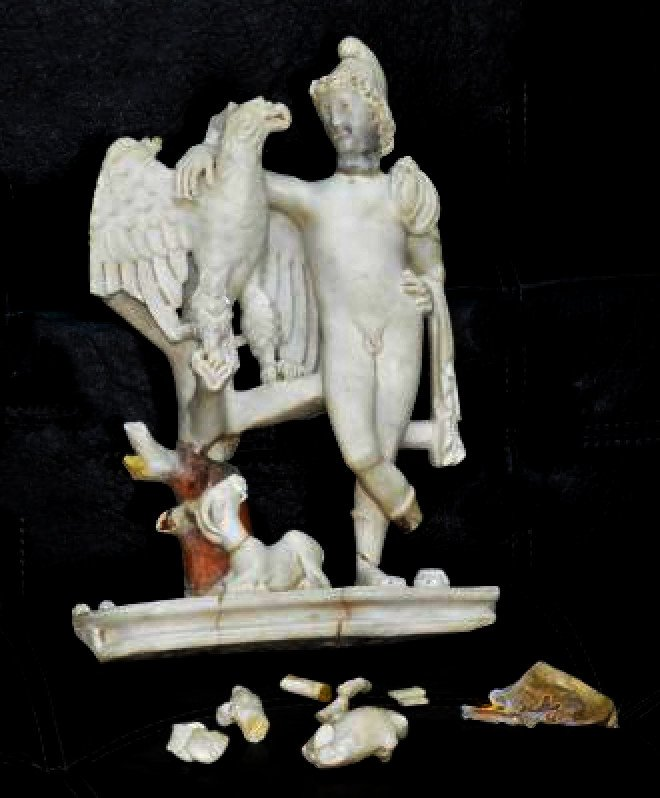
Vue de la statuette retrouvée, des dégâts semblent à déplorer, en particulier le chien situé sur le côté de l'œuvre

Dès le 17 novembre, le directeur général de l'Institut national du patrimoine (INP), Adnan Louichi, évoque dans un droit de réponse faisant suite à un article polémique dans La Presse de Tunisie que « nous travaillons selon les moyens mis à notre disposition, qu'une mise à niveau urgente est préconisée pour nos musées, que l'indigence de notre parc de voitures nous paralyse et nous empêche d'assurer correctement la surveillance de nos sites archéologiques, que la situation sécuritaire fragilisée du pays encourage hélas toutes les formes de délinquance, que les constructions anarchiques envahissent nos médinas et les abords de nos monuments les plus prestigieux, que les dizaines d'arrêtés de démolition obtenus par l'INP à l'encontre de ces derniers n'ont jamais été exécutés par les services compétents ». Le directeur pointe des problèmes budgétaires et juridiques, outre ce qui relève du contexte propre aux événements les plus récents touchant le pays, dans la continuité de la révolution de 2011. Il faut également évoquer le choix de laisser une telle œuvre dans un petit musée, forcément à l'écart des flux de visiteurs ; cette fragilité du lieu d'exposition avait suscité au début des années 2000 une mise en réserve pour des raisons de sécurité pendant quelques années.
Des suspects sont rapidement incarcérés, dont l'un qui décède à l'hôpital le 27 novembre 2013. Après une rumeur selon laquelle l'œuvre aurait été retrouvée, vite démentie par les autorités, la statuette reste introuvable et le nom du ou des commanditaires du vol reste inconnu.
Le ministère de l'Intérieur annonce le 27 janvier 2017 avoir retrouvé la statuette la veille. L'un des suspects arrêté en novembre 2015 a en effet permis d'arrêter son complice en possession de la statuette sur le point d'être vendue. Le 3 avril, la cour pénale du tribunal de première instance de Tunis condamne un employé du musée paléo-chrétien de Carthage et son complice à quinze ans de prison ferme pour le vol de la statuette.

## Description

### Description générale
L'œuvre, taillée dans un bloc monolithe de marbre blanc, mesure 33 centimètres de haut selon Abdelmajid Ennabli, Georges Fradier et Jacques Pérez, environ cinquante centimètres de haut selon Gazda. La base du groupe mesure environ 33 centimètres de largeur pour une profondeur de treize centimètres et une hauteur d'environ cinq centimètres.

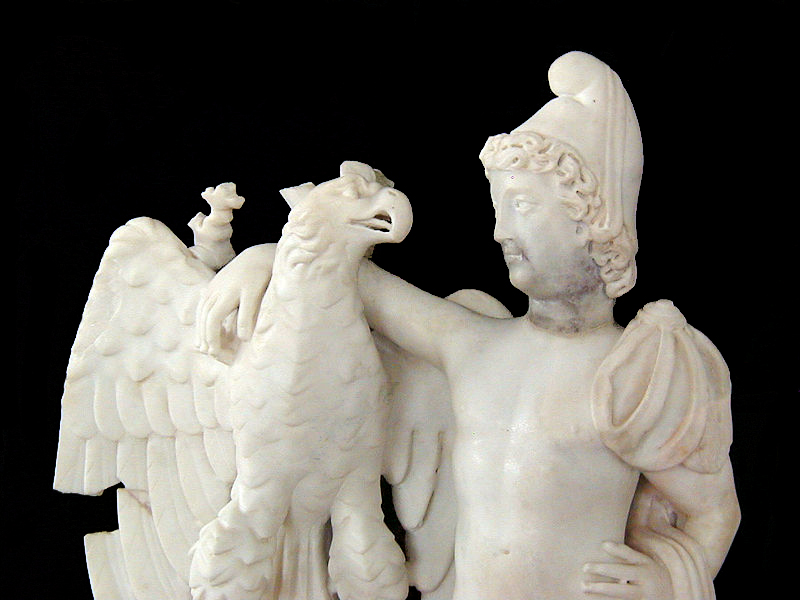
Détail du visage de Ganymède et de la tête de l'aigle.

Elle représente Ganymède, échanson des Dieux, originaire de Troie qui remplace dans cette fonction Hébé, aux côtés de Zeus ayant pris l'apparence d'un aigle. Le moment représenté est celui où Zeus s'apprête à l'emmener sur l'Olympe. Le héros troyen adopte une pose langoureuse, la jambe droite croisée sur la gauche, le bras gauche est posé sur la hanche et le bras droit entoure l'aigle qui, pour sa part, est perché sur un arbre, les ailes déployées, portant un regard « amoureux vers l'objet de son désir ».
L'aigle et Ganymède sont « bras et ailes entrelacés » ; aux pieds du héros coiffé d'un bonnet phrygien se trouvent une chèvre assoupie ou, indication étonnante, un lièvre selon Mounira Harbi-Riahi, ainsi qu'un chien agité, sans doute du fait du départ imminent de son maître. Pour la première fois, Ganymède est présenté comme un gardien de chèvres. Le chien existe sur d'autres représentations du récit de l'enlèvement de Ganymède, mais l'ajout de la représentation d'une chèvre est « inhabituel » et sujet à interprétation.
La composition est strictement géométrique : deux axes verticaux traversent Ganymède et l'aigle, un cercle et un arc concentrique entourent les personnages principaux de la scène, le visage répond également à une élaboration savante. Ces éléments semblent avoir aidé l'artiste et auraient également convenu à l'intégration de l'œuvre dans une niche.
Certains éléments de détail permettent d'appuyer la composition savante de l'ouvrage et d'en souligner les lignes géométriques, comme la chlamyde suspendue, le rabat du bonnet phrygien et les plumes de l'aigle. L'artiste a également travaillé le rendu des surfaces de la sculpture, avec en particulier la coiffure très travaillée. La virtuosité du sculpteur dans le maniement du burin est confirmée par certains détails anatomiques des divers protagonistes et également des détails comme la partie inférieure des plumes de l'aile droite de l'aigle et les doigts de Ganymède qui possèdent de fines zones formant de « minuscules ponts ».

### Œuvre en bon état réparée durant l'Antiquité
Le groupe statuaire se trouve globalement dans un excellent état ; les manques y sont peu importants, parmi lesquels on peut signaler les petites branches de l'arbre au-dessus de l'aigle et une partie de la jambe droite et un doigt de la main droite. L'œuvre est à peu près complète, ne manquent que des branches de l'arbre (dont au moins trois qui surplombent l'aigle) et des éléments des membres inférieurs du personnage, de la chèvre et du chien. Le chien et la chèvre ont perdu leurs pattes antérieures. L'aigle pour sa part est à peu près intact,.
Issue d'un seul bloc, la statuette est à certains endroits presque transparente, ce qui fait de l'œuvre un « tour de force de la sculpture antique ». Le marbre a un rendu différent entre l'aigle, bénéficiant d'un traitement appelé sfumato par Gazda, et les autres éléments de la sculpture qui sont très lisses.

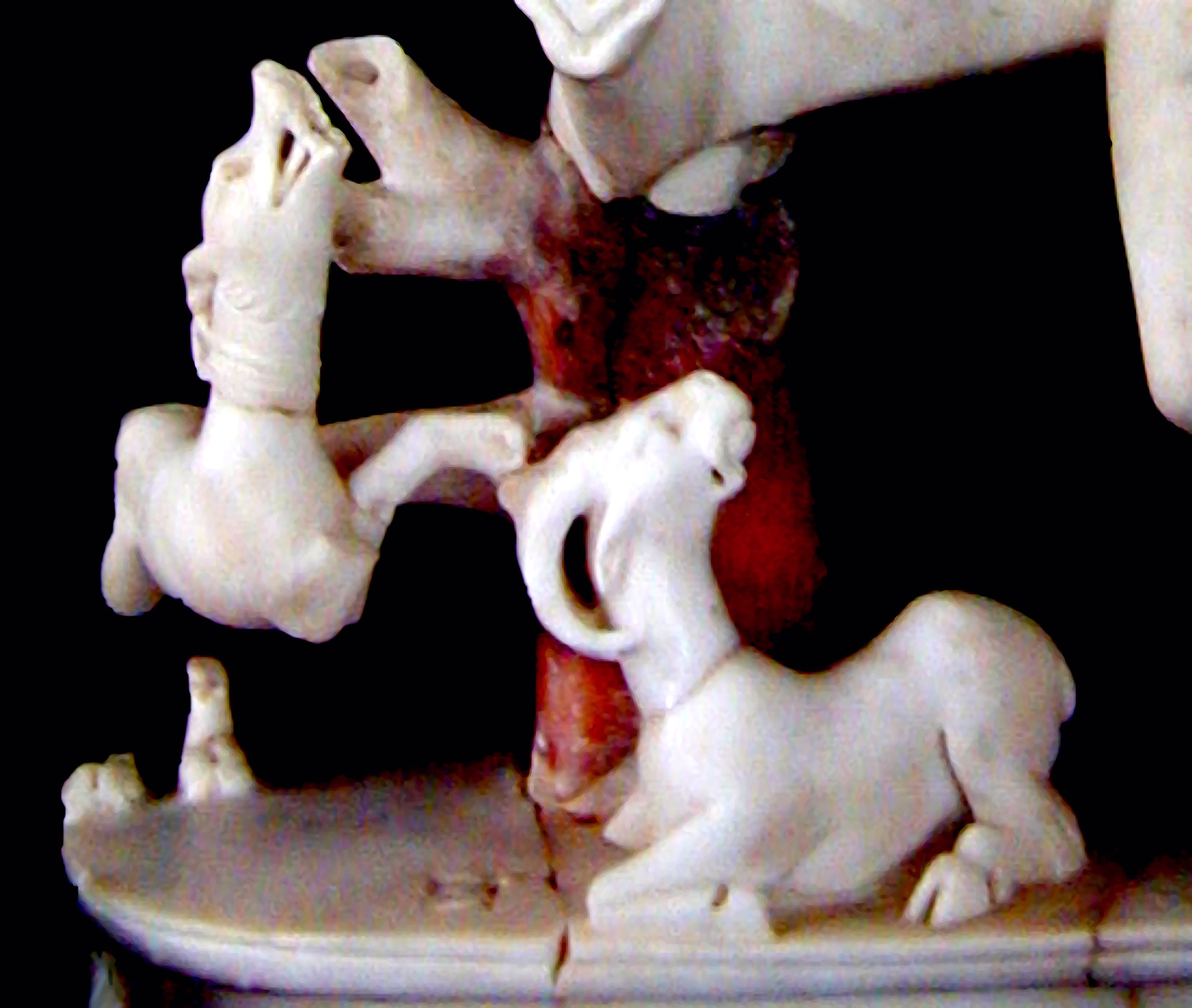
Détail du groupe statuaire avec les animaux situés au pied de l'arbre.

La statuette fait l'objet de réparations dans l'Antiquité, dont des tenons de fer installés dans le tronc de l'arbre et la figure de Ganymède à l'aide de mortier de chaux bitumineux. Les tenons de fer ont créé une décoloration sur certaines parties du groupe statuaire, orange foncée sur le tronc de l'arbre et grise sur le visage de Ganymède. Les éléments de cette première restauration ont été retirés lors de la nouvelle restauration de 1980. Les taches jaunâtres ont pu être causées par l'exposition à des matières organiques dans la citerne.
La restauration antique de l'œuvre semble avoir été inachevée pour des raisons inconnues précisément, peut-être l'abandon dans son lieu de découverte. Gazda évoque deux hypothèses : soit des dommages irréparables au cours du processus de restauration auraient abouti à un abandon de l'opération, hypothèse appuyée par des tests ultraviolet qui ont démontré que tous les dommages avaient été causés à la statuette dans un délai relativement court ; soit une impossibilité pour la personne chargée de la restauration de réparer un raccord particulier et indispensable, Gazda évoque en particulier une incapacité de relier les parties inférieures et supérieures de l'arrière de la statuette. L'abandon de cette restauration serait donc à relier à « une erreur humaine ou un accident », d'autant qu'il n'existe aucune preuve d'une dégradation volontaire, donc « il doit être supposé que tous les dégâts étaient involontaires ».

### Œuvre jetée au rebut sans avoir été utilisée?
La statuette avait comme fonction d'orner une niche dans le péristyle ou le triclinium et n'a peut-être jamais été exposée du fait de la réparation qu'elle a subie, ; il n'y a pas de traces de précipitations sur l'œuvre donc il est plus que probable qu'elle n'a jamais été exposée aux intempéries. Le marbre était neuf au moment des travaux de mise en place qui se soldèrent par la mise au rebut ; cela dit le matériau aurait bien pu être conservé à l'abri par le propriétaire de la Maison des Auriges et ses descendants.
Les découvreurs de la statuette déduisent ce fait de l'absence de traces de ciment sur son assise qui n'est pas régulière, ceci pouvant l'empêcher de tenir sans ce cimentage ou un système d'attaches,. La base conserve des traces d'outils destinées à maintenir le ciment dont un système de rainures régulières et également des rainures plus profondes. La base du groupe statuaire a été retaillée lorsque le propriétaire a souhaité le faire mettre en place dans une petite niche.
De même, « le revers est rugueux et non fini » et certains détails n'ont visiblement pas été terminés. Ce caractère est propre aux œuvres destinées à être placées dans des niches ou contre un mur ; cependant, « même sur la façade certains détails ont été laissés inachevés ». L'aile gauche de l'aigle n'a pas été sculptée de la même manière que l'aile droite. Les plumes étaient peut-être destinées à être rehaussées de peinture, cependant cette opération n'a sans doute pas été exécutée sur la sculpture.
La « preuve physique implique ainsi que la sculpture [...] n'a jamais été mise en place dans le lieu qui lui était destiné ». Au cours des opérations destinées à l'ajuster dans la niche un accident survint et, en dépit de tentatives, la restauration n'a pas été possible et elle a été jetée dans la citerne avec d'autres déchets.

## Datation et interprétation

### Datation complexe et intégration au cadre de la Maison des Auriges grecs
La datation de la statuette est le problème le plus épineux posé par l'œuvre, même si celle-ci peut se déduire du contexte archéologique de la découverte ainsi que de son style.

#### Œuvre d'époque théodosienne

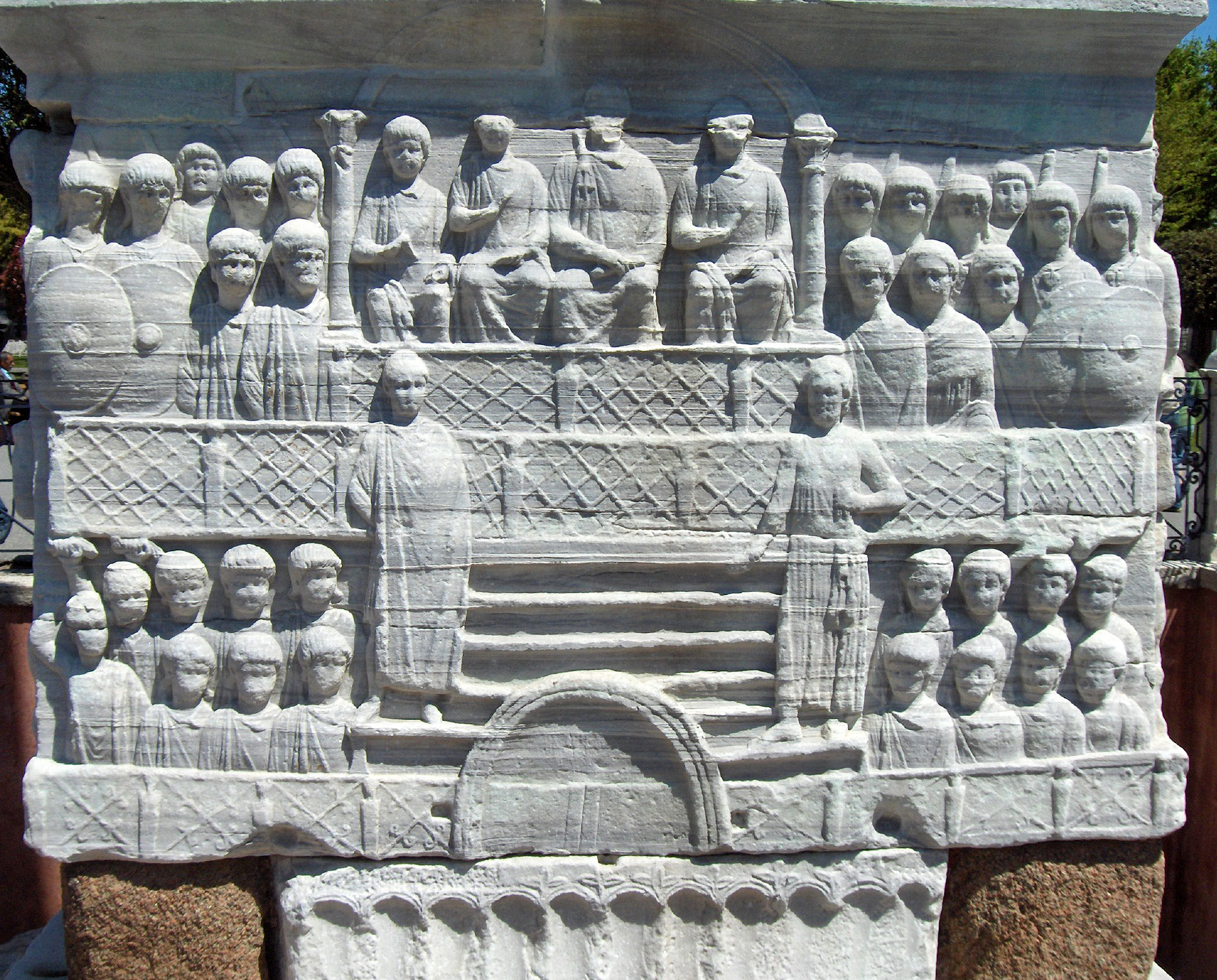
Base de l'obélisque de Théodose à Constantinople, daté de 390.

Sur le plan stylistique, l'œuvre peut être mise en parallèle avec des réalisations remontant à la fin du IIe siècle et d'autres allant jusqu'au milieu du Ve siècle,. La tranche chronologique est donc très large, mais le visage de Ganymède donne le plus d'indices. La façon dont sont sculptés les yeux ne peut supposer une date antérieure à la fin de l'époque d'Hadrien, alors que le contraste entre les surfaces polies et la coiffure de Ganymède ne peuvent être antérieurs aux Antonins ; selon Gazda, le traitement de la tête ne semble pas antérieur à l'époque de Théodose.
Un léger doute subsiste sur la simultanéité du jet des fragments et des déchets de cuisine. Le contexte archéologique peut faire entendre que l'œuvre appartenait au propriétaire de la Maison des Auriges grecs car un transport de tels débris mêlés à des déchets ménagers transportés d'ailleurs serait très surprenant, les déchets étant en général jetés à proximité de leur lieu de production. Parmi les monnaies découvertes dans la citerne, trois datent de la période vandale, une de l'époque de Justinien et une datable de 602 ; ces découvertes numismatiques soulignent la durée de dépose des déchets.
Après un dépôt initial « dans ou proche de la cuisine de la Maison des Auriges grecs, une pièce située probablement à une courte distance du triclinium » daté par Gazda du milieu du Ve siècle ou un peu après cette date, les déchets ont peut-être fait l'objet d'un nouvel entreposage, avec des fragments de la statue répartis dans le dépôt. Depuis les années 1980, le groupe statuaire est daté de la période tardive, soit du Ve siècle ou du IVe siècle pour des raisons stylistiques,. Humphrey après Gazda penche pour une datation au début du Ve siècle pour les analogies de certains détails, comme les yeux, les cheveux et le traitement du drapé sur l'épaule de Ganymède, avec des œuvres de l'extrême fin du IVe ou du tout début du Ve siècle, telles les figurations des officiers sur la base de l'obélisque de Théodose ornant l'hippodrome de Constantinople,, en dépit de coiffures différentes. Un visage du relief du sud-est de la base possède une composition géométrique similaire au Ganymède,. La coiffure différente n'exclut pas des équivalences du Ganymède dans les sculptures de l'époque théodosienne. La coiffure du Ganymède possède des analogies avec des œuvres datées de la fin du IVe siècle, mais certains détails des plis des vêtements ne permettent pas d'envisager une date antérieure au début du Ve siècle. L'empereur Théodose a régné de 379 à 395 et l'érection de l'obélisque dans l'hippodrome est datée de 390,.
« Clairement, le sculpteur du groupe carthaginois était familier des styles et des méthodes des sculpteurs qui avaient travaillé pour la cour théodosienne à Constantinople »,. Gazda considère l'œuvre comme datable de la fin de l'époque théodosienne selon des critères stylistiques et techniques, et les caractères se retrouvent dans d'autres techniques artistiques de la même époque. « Le style et la technique du groupe de Carthage [...] confirme[nt] que la preuve archéologique et physique suggère que la sculpture du Ganymède et l'aigle est une œuvre datée du début du Ve siècle de notre ère ».

#### Intégration aux remaniements de la Maison des Auriges grecs

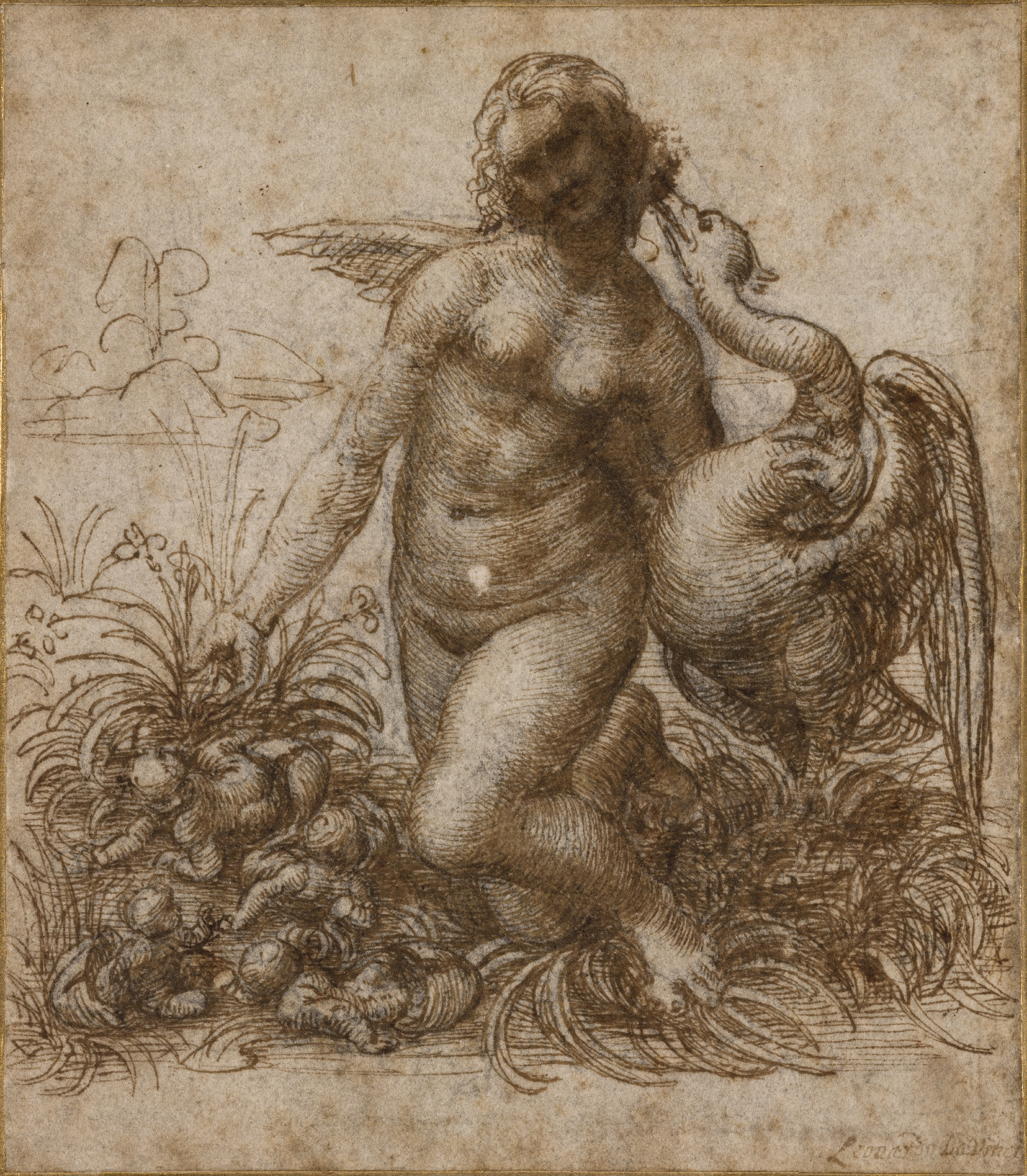
Étude pour une Léda agenouillée au cygne, de Léonard de Vinci, mythe qui a pu être associé au Ganymède dans le cadre de la Maison des Auriges grecs.

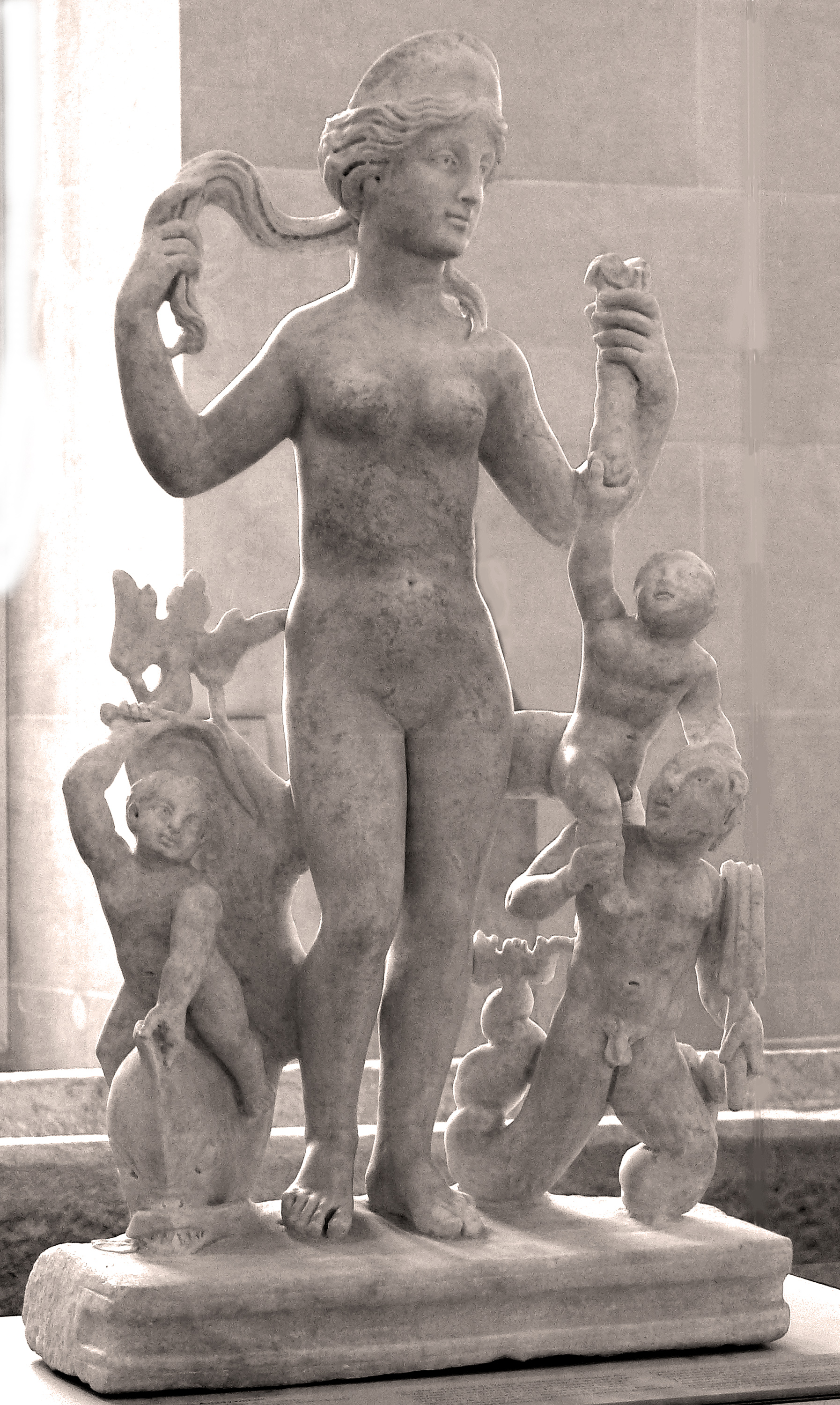
La Vénus de Montagne, au musée du Louvre.

Humphrey après Gazda énonce que, dans le cadre du réaménagement de la villa, « cette sculpture raffinée se serait fort bien intégrée au luxe élégant de la Maison de la mosaïque des auriges grecs avec ses mosaïques somptueuses et ses fontaines jaillissantes », dans le contexte de la réfection totale de cette demeure au tout début du Ve siècle : le plan de la villa change, des mosaïques à motifs païens couvrent le sol et il est certain que des sculptures sont installées,. Les archéologues ont retrouvé les vestiges de deux espaces qui auraient pu porter des éléments portatifs de taille réduite lors des fouilles, le long des murs du triclinium. Un espace était semi-circulaire et l'autre rectangulaire. Dans le péristyle, deux fontaines faisaient face au triclinium et auraient pu posséder « des niches assez grandes pour des sculptures de la taille de Ganymède ». Gazda envisage un second groupe statuaire qui aurait été le pendant du groupe de Ganymède, Léda et le cygne, mythe souvent associé au mythe de l'œuvre retrouvée ; en effet Léda est séduite par Zeus qui prend la forme d'un cygne pour arriver à ses fins.
Dès lors, aux conditions de l'appartenance du groupe statuaire à la villa — dans un contexte archéologique tardif — et d'une œuvre neuve (qui peut se déduire au vu de l'état magnifique du marbre selon Gazda), la date du Ganymède pourrait être placée au tout début du Ve siècle « pour des raisons stylistiques, techniques et archéologiques ».

### Œuvre en provenance d'un atelier d'Asie mineure?

#### Étude d'œuvres analogues
Des groupes statuaires similaires existent depuis l'époque hellénistique.
Ce type de sculpture de format modeste avec un sujet mythologique et un style classique n'était pas connu parmi les œuvres datées de façon assurée de l'époque théodosienne. Gazda démontre des similitudes stylistiques du Ganymède de Carthage avec des parties d'œuvres chrétiennes comme le sarcophage de Junius Bassus daté de 359, mais aussi d'œuvres païennes dont des représentations de divinités — une « Diane chasseresse », le groupe de « Vénus avec des Éros et un Triton », — « plus grandes et moins raffinées au plan technique que le Ganymède ». Ces deux œuvres sont découvertes en 1843 à Montagne dans les niveaux archéologiques tardifs d'une vaste villa d'Aquitaine, dégagés dans les fouilles de l'église Saint-Georges-de-Montagne ; cette villa est datée du règne de Constance II.
Toutes deux présentent des analogies techniques avec le Ganymède, une composition géométrique et une surface polie, outre des similitudes dans les visages, dans les proportions ainsi que dans la façon dont est élaborée la base. Les œuvres sont issues d'un seul bloc de marbre.

#### Œuvres issues d'un atelier asiatique?
Le Ganymède et les statuettes de Montagne sont issus selon Gazda du même atelier d'Asie mineure,, du fait des fortes similitudes entre elles, de la conformation au « standard esthétique de la cour de Constantinople ».

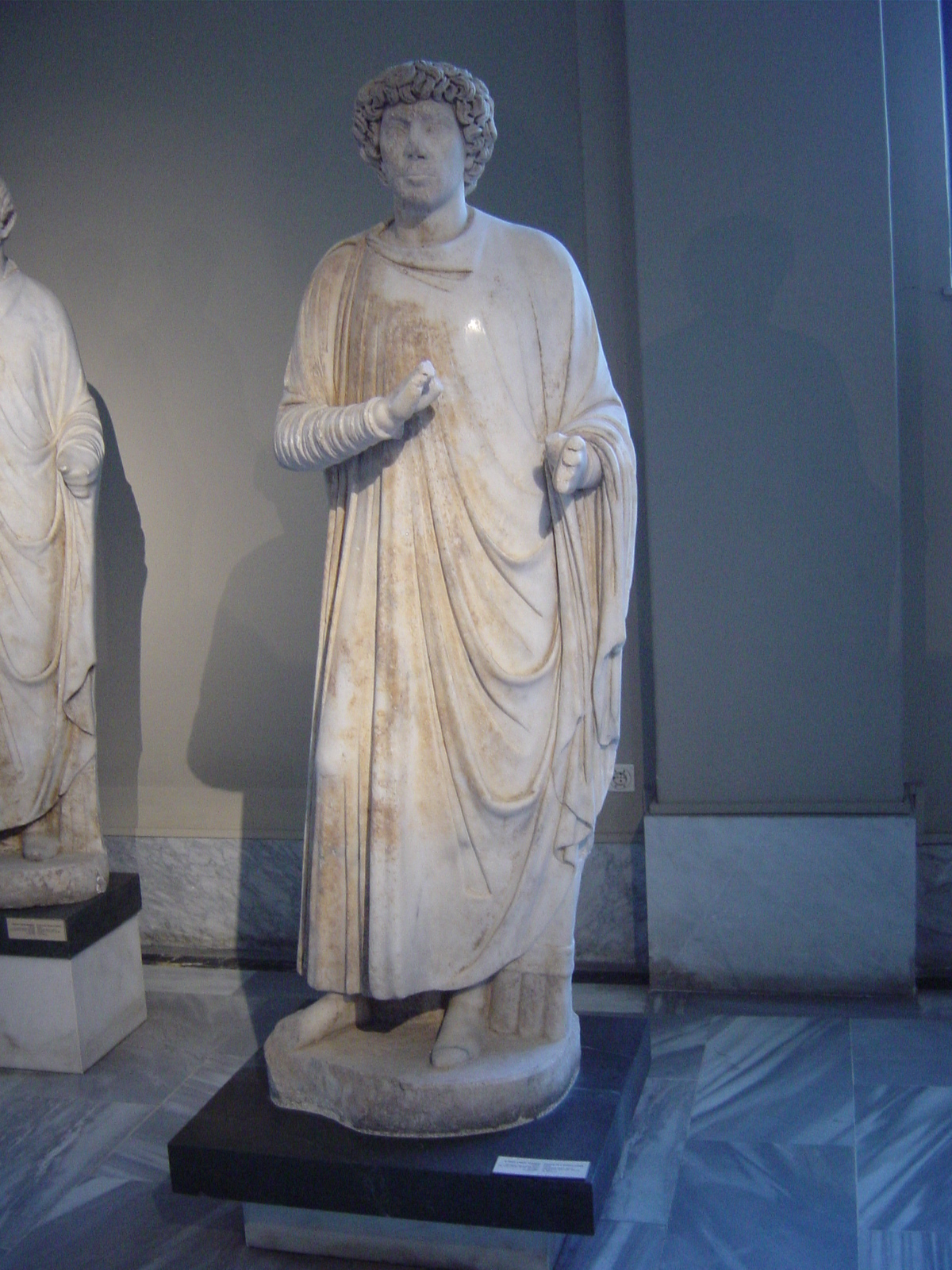
Statue de « jeune magistrat » découverte à Aphrodisias et conservée au musée archéologique d'Istanbul.

Cette identification de l'atelier serait confortée par les similitudes dans le rendu des drapés avec des œuvres retrouvées dans des sites comme Éphèse ou Aphrodisias, centres importants de production de sculptures de marbre pendant l'époque romaine, y compris jusqu'au Ve siècle,. Par exemple, le drapé de Ganymède présente des similitudes avec celui d'une statue de « jeune magistrat » découverte à Aphrodisias et datée du premier quart du Ve siècle, et sans doute non postérieure à 420.
Dans la même cité, les archéologues ont retrouvé plusieurs petits groupes inachevés, dont un groupe de « Satyre, Ménade et Éros » conservé au musée des Beaux-Arts de Boston qui obéit aux mêmes règles de composition géométrique. Les petits groupes statuaires ressemblent aux œuvres du IIIe siècle mais sont plutôt datables de la fin du IVe ou du début du Ve siècle. Les drapés de la statue de Diane sont similaires à ceux des ménades représentés sur des plats d'argent du trésor de Mildenhall, conservé au British Museum. Une analyse en laboratoire des neutrons a permis de découvrir des points communs avec les marbres présents à Éphèse, mais ceux-ci sont des traces et ces mêmes traces font que les résultats « sont souvent ambigus ». Selon Gazda, une analyse complémentaire des marbres des carrières et des différentes œuvres supposées du même atelier serait nécessaire. Toujours selon Gazda, une source antique conforte à la fois la datation et la provenance orientale de l'œuvre découverte à Carthage : dans un texte de Théodoret, évêque de Cyrrhus (de 423 à environ 466) en Syrie, écrit peu avant son accession à l'épiscopat, ce dernier évoque l'admiration portée à son époque par ses contemporains pour des œuvres d'art avec des sujets païens dont l'un des thèmes était celui de « Zeus enlevant Ganymède sous la forme d'un aigle ».

### Double symbole, d'une continuité du goût artistique et d'un monde qui change

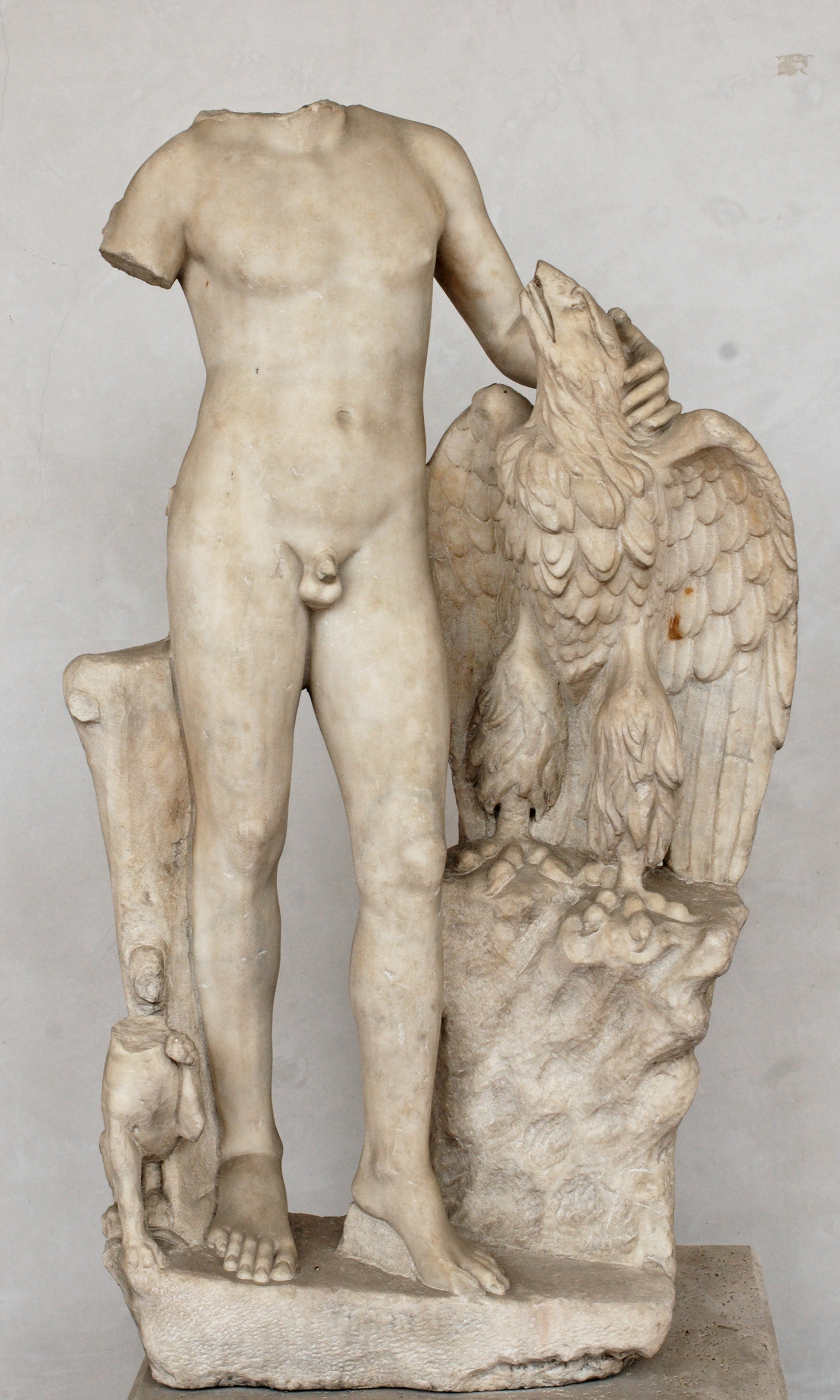
Sculpture de Ganymède et l'aigle du musée national des Thermes de Rome, accompagnés d'un chien, marbre de Luni, début du, provenant d'une villa sur la Via Praenaestina, à Rome.

#### Œuvre au caractère classicisant
La qualité de cette statuette témoigne, comme d'autres de format modeste, de « l'existence d'un fort courant classicisant dans la sculpture à la fin de l'Antiquité » et tous ces éléments « prouvent que le goût de la sculpture reste toujours aussi fort au IVe siècle qu'auparavant » selon François Baratte,. Le groupe statuaire est l'exemple le plus tardif connu de ces travaux de taille réduite destinés au « décor de luxe ». La date proposée au début du Ve siècle permet d'agrandir la typologie des sculptures de marbre, « le petit groupe décoratif figurant un sujet mythologique dans un style raffiné et classicisant ».
La trouvaille de 1977 est unique en ce sens que l'usage du marbre n'était pas connu jusqu'alors pour les sculptures à sujets païens de style classicisant, contrairement à l'usage de l'argent, de l'ivoire ou de la mosaïque, cependant elle n'était pas seule.
Dans les œuvres de supports divers destinés aux élites (mosaïques, objets ornementaux comme les trésors en argent, textiles) persistent un « sujet mythologique païen » et, alors même que les dieux du paganisme avaient été bannis, « ces sculptures fonctionnaient comme des ornements plutôt que comme des idoles »,.
Au début du Ve siècle, Carthage possède une élite, tant chrétienne que païenne, au goût commun marqué pour l'art classique. La ville est également le lieu de repli d'aristocrates païens venus d'Italie après le sac de Rome dont les ancêtres devaient avoir passé commandes d'œuvres aux motifs classiques.
Jusqu'au milieu du Ve siècle, outre des conversions au christianisme pour des raisons politiques ou diverses, des chrétiens continuaient d'être attirés par les éléments païens. Ausone, poète et écrivain chrétien, écrit des épigrammes célébrant des œuvres d'art païennes. Au milieu du Ve siècle, l'évêque de Carthage Quodvultdeus exhorte ses coreligionnaires chrétiens d'arrêter de fréquenter les courses et les spectacles relatant les amours des divinités païennes, dont ceux du théâtre. Selon saint Augustin, l'histoire de Ganymède et de Zeus figurait dans cette catégorie.

#### Œuvre aux caractères religieux multiples
L'œuvre serait également porteuse de symboles religieux. Les traditions liées au mythe de l'enlèvement de Ganymède sont diverses. Selon l'une d'elles, « Ganymède devint un symbole de l'immortalité de l'âme » ; c'est à cause de sa beauté, selon l'Iliade d'Homère, que le jeune Phrygien aurait été d'abord remarqué puis enlevé pour siéger parmi les divinités comme échanson. Cette tradition a sans doute perduré en parallèle avec la seconde tradition au contenu plus prosaïque, comme peut le souligner une allusion dans une épigramme d'Ausone de la fin du IVe siècle.

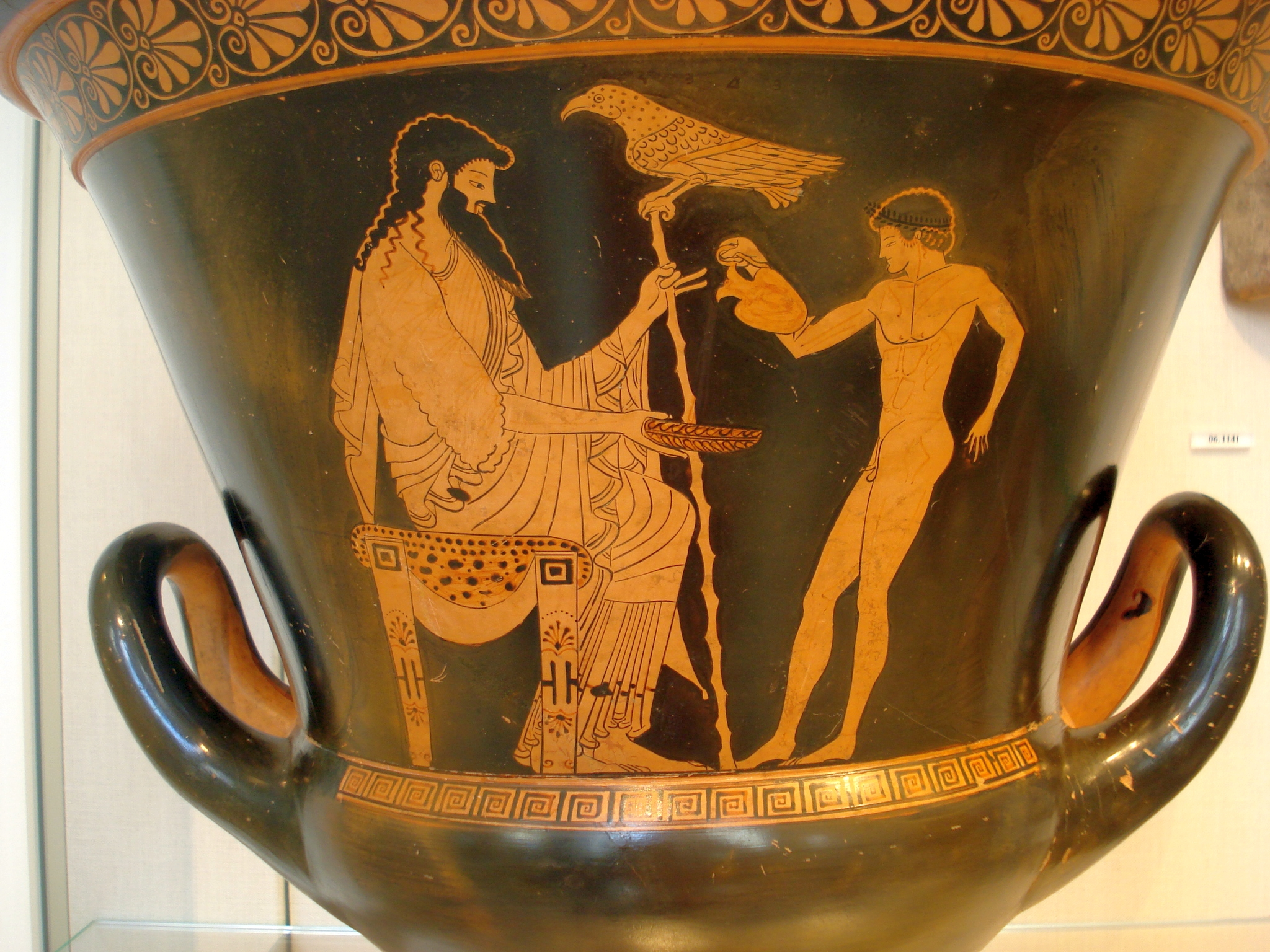
Ganymède versant une libation à Zeus, cratère en calice attique à figures rouges du peintre d'Eucharidès, v. 490-480 av. J.-C., Metropolitan Museum of Art.

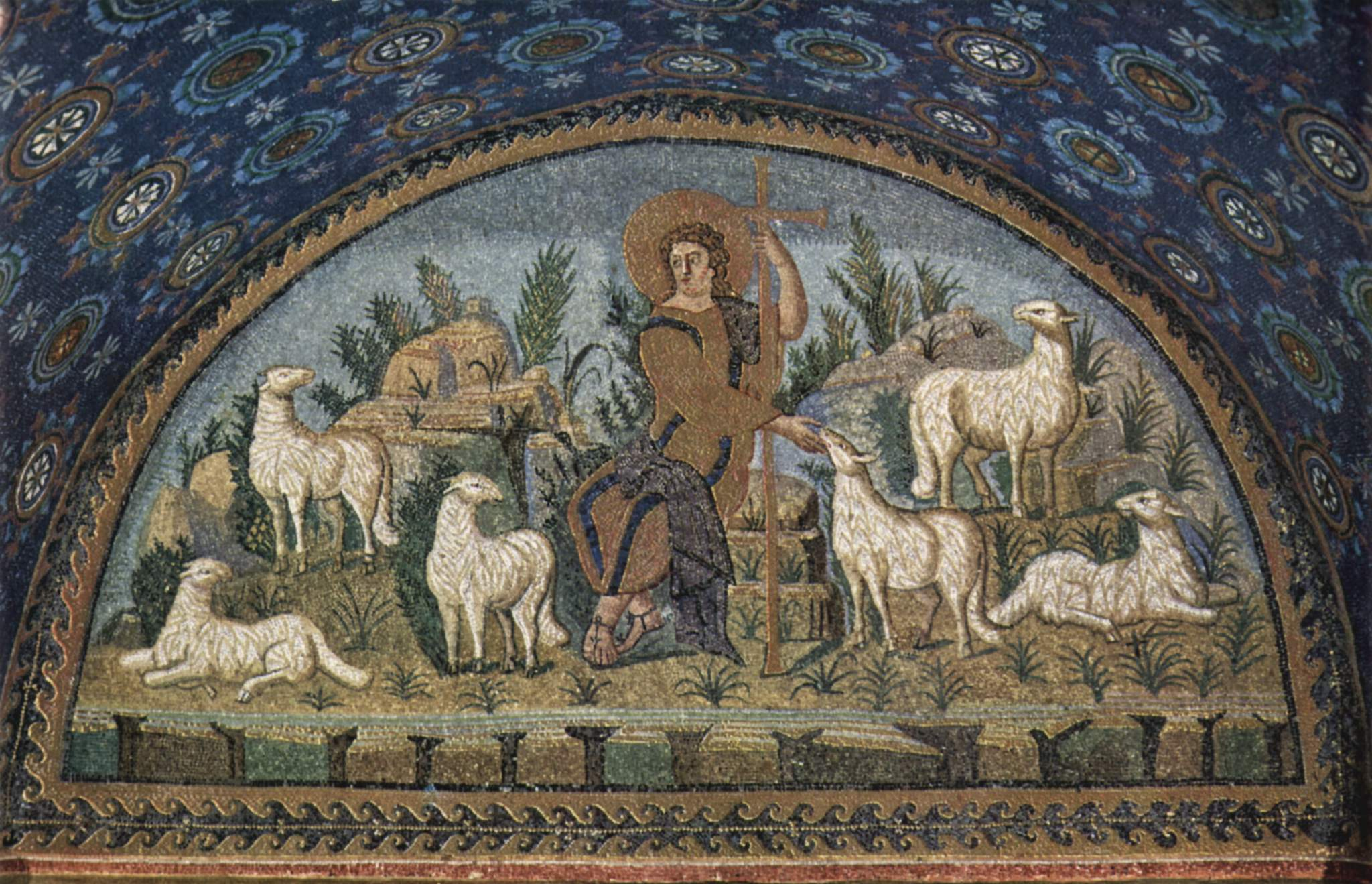
Mosaïque du Bon Pasteur dans le mausolée de Galla Placidia de Ravenne et daté de la première moitié du Ve siècle.

Dans une autre tradition, présente dès le VIe siècle ou Ve siècle av. J.-C. par des représentations sur les vases à figures rouges de la poursuite amoureuse de Ganymède par le souverain des dieux, c'est l'aspect érotique qui est privilégié, « l'amour de Zeus pour Ganymède servant de prototype pour les relations homosexuelles masculines ». À partir du IVe siècle av. J.-C., les représentations figurent l'aigle et non plus Zeus sous une forme humaine, l'animal pouvant évoquer soit la divinité, soit un représentant de cette dernière, avec un aspect érotique marqué. Cependant, la littérature ne confirme la métamorphose de Zeus qu'à l'époque hellénistique. Les représentations du mythe privilégient l'enlèvement du jeune homme et le moment où l'aigle s'envole.
Gazda considère que l'œuvre découverte dans la Maison des Auriges grecs évoque cette dernière tradition, avec le choix de la représentation d'une scène de séduction, avec des visages très expressifs des « amoureux potentiels » et une composition d'étreinte, « épisode rarement choisi par les artistes dans l'Antiquité » et que « le groupe de Ganymède est la dernière connue des représentations manifestement érotiques du thème de Ganymède dans l'art antique ». L'association d'une chèvre au groupe est unique dans l'iconographie. Cette première représentation de Ganymède comme gardien de chèvres n'a pas seulement un aspect pastoral mais est liée également à un aspect libidineux marqué : la chèvre est associée à des mythes sulfureux, « allusion subtile à Pan, à Priape, à Dionysos, à Aphrodite et même au péché chrétien »,. Le groupe statuaire pourrait ainsi, selon Gazda, avoir eu un sens pour les chrétiens, le thème étant répandu dans le discours des Pères de l'Église à partir du IIe siècle comme élément symptomatique des amours coupables de Zeus et, pire, de pédérastie. Les yeux de l'aigle sont ceux d'un prédateur qui corrompt et condamné de ce fait par l'Église ; le chien permet d'évoquer le moment du mythe où il va ouvrir ses ailes et la chèvre évoquerait aussi les circonstances de la naissance du dieu sur les flancs du mont Ida. Au Ve siècle, la chèvre symbolise le péché et le paganisme pour les chrétiens ; le Christ figuré comme Bon Pasteur est représenté avec un mouton à sa droite et cet animal à sa gauche.
Rappeler le péché commis par le roi des dieux permet également de créer une juxtaposition, méthode prisée des élites éduquées africaines, entre Ganymède le gardien de chèvres et la figure du Christ, berger et Bon Pasteur ; « les observateurs individuels auraient fait leurs propres associations, dépendant de l'étendue de leur connaissance sur les vues païennes et chrétiennes du mythe et ses traditions artistiques ». La statue devait donc selon Gazda être perçue comme un objet de « provocation esthétique et intellectuelle, et peut-être même morale, plutôt qu'une idole à révérer ».
La statue, selon Gazda, est essentielle et « ouvre un nouveau chapitre » de l'histoire de l'art romain de l'époque théodosienne, et particulièrement de l'« environnement domestique des élites sociales et économiques », dans lequel les œuvres classicisantes en marbre doivent compter à côté des expressions artistiques plus connues comme l'argent ou l'ivoire.